# Scheepsdoop

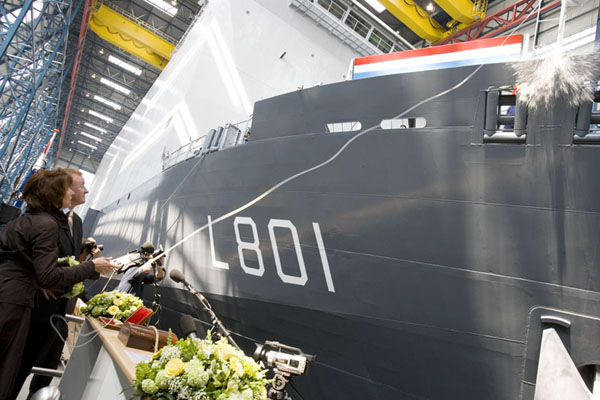
Doop van de Johan de Witt (L801) door Bianca Hoogendijk. Bron: Ronald de Hondt/Koninklijke Marine.

Scheepsdoop is de doop van een nieuw schip bij het te water laten. Dit wil zeggen dat een fles champagne tegen de boeg wordt stukgeslagen onder het uitspreken van (ongeveer) de woorden: "(naam van het schip), ik doop u en wens u en uw bemanning een behouden vaart".

## Geschiedenis
Het principe van de scheepsdoop of een soortgelijk ritueel bij de tewaterlating van een schip is al eeuwen oud, en komt reeds in veel oude culturen voor.
De oude Egyptenaren, Grieken en Romeinen riepen bijvoorbeeld hun goden, en dan met name de zeegoden, op om de bemanning van het schip te beschermen. In Griekenland dronk men bij de plechtigheid wijn als eerbetoon aan de goden, en goot water over het schip als teken van zegening. Er werden ook altaren meegenomen aan boord. Ook de christenen en de joden gebruikten wijn en water bij de scheepsdoop wanneer ze aan God vroegen de bemanning te beschermen. In het Ottomaanse Rijk werden gebeden aan God opgezegd en schapen geofferd bij de scheepsdoop. Volgens sommige bronnen zouden de Vikingen zelfs mensenoffers hebben gebracht om de zeegoden gunstig te stemmen.
Het principe van de scheepsdoop bleef gehandhaafd tot in de middeleeuwen, maar de reformatie leek er aanvankelijk een einde aan te maken. In de 17e eeuw bijvoorbeeld waren Britse scheepsdopen een seculiere zaak.
Traditioneel gezien wordt een scheepsdoop voltrokken met wijn, maar ook andere dranken worden gebruikt, bijvoorbeeld whisky of brandwijn. Het gebruik van champagne voor de scheepsdoop deed zijn intrede in de 19e eeuw.